# Johannes Waldner
Johannes Waldner (* 1749 in Amlach bei Spittal an der Drau, Kärnten; † 14. Dezember 1824 in Raditschew) war ein Vertreter der Hutterer, der vor allem durch die hutterische Chronik Klein-Geschichtbuch bekannt wurde.

## Leben
Waldner wurde im Jahr 1749 in einem lutherisch geprägten Elternhaus in Amlach bei Spittal an der Drau in Kärnten geboren. Im Jahr 1755 musste Waldner zusammen mit seinen Eltern und anderen Kärntner Protestanten (Landler) nach Siebenbürgen emigrieren. Hier schloss sich ein Teil der Gruppe den aus der Täuferbewegung stammenden Hutterern an, was zu einer Wiederbelebung der stark durch die Rekatholisierung geschwächten Glaubensgemeinschaft führte. Auch Johannes Eltern schlossen sich 1763 den Hutterern an. Johannes Waldner selbst wurde am 17. April 1767 in der hutterischen Gemeinde in Kreuz getauft. 
Noch im gleichen Jahr nahm er an der Flucht der Hutterer über die Karpaten in die Walachei teil. Die Hoffnungen auf einen Neubeginn der hutterischen Gemeindelebens in der Walachei wurden jedoch nicht erfüllt. Nach einer Typhusepidemie und mehreren Ausschreitungen infolge des Russisch-Türkischen Krieges übersiedelten die verbliebenen Hutterer nach Wischenka und später nach Raditschew in der Ukraine. In der Ukraine wurde Waldner 1782 schließlich zum Prediger und 1794 zum Vorsteher der gesamten Bruderschaft gewählt. 
Waldner sah seine Aufgabe vor allem in einer Wiederbelebung des hutterischen Gemeindeideals. So setzte er sich in dem 1818 ausgebrochenen internen Konflikt über die Zukunft der Glaubensgemeinschaft intensiv für eine Fortführung der urgemeindlichen Gütergemeinschaft ein. Waldner sammelte auch frühere hutterische Predigten und gab selber Predigtbücher heraus. Im Jahr 1793 begann er die später als Klein-Geschichtbuch bekanntgewordene Chronik der Hutterer zu schreiben, die eine Fortsetzung des auf Kaspar Braitmichel zurückgehenden Großen Geschichtbuches werden sollte. Beide Geschichtsbücher bilden heute ein unschätzbares Erbe in der Geschichte der hutterischen Glaubensgemeinschaft.
Johannes Waldner war zweimal verheiratet. Mit seiner ersten Frau Maria Naegeler, die er 1773 heiratete, hatte er neun Kinder. Nach Marias Tod heiratete er die Witwe Elisabeth Hofer. Johannes Waldner starb im Dezember 1824 im Alter von 75 Jahren.